# Велск
Велск (на руски: Вельск) е град в Русия, административен център на Велски район, Архангелска област. Населението на града към 1 януари 2018 година е 22 482 души.